# Горња Влахинићка
Горња Влахинићка је насељено место у општини Велика Лудина, у Мославини, Република Хрватска. До нове територијалне организације у саставу бивше велике општине Кутина.

## Становништво
На попису становништва 2011. године, Горња Влахинићка је имала 271 становника.

## Попис1991.
На попису становништва 1991. године, насељено место Горња Влахинићка је имало 306 становника, следећег националног састава:
| Попис 1991.‍ | Попис 1991.‍ | Попис 1991.‍ | Попис 1991.‍ | Попис 1991.‍ |
| ----------- | ----------- | ----------- | ----------- | ----------- |
|             |             |             |             |             |
| Хрвати      | Хрвати      |             | 294         | 96,07%      |
| Чеси        | Чеси        |             | 7           | 2,28%       |
| Пољаци      | Пољаци      |             | 2           | 0,65%       |
| Срби        | Срби        |             | 2           | 0,65%       |
| непознато   | непознато   |             | 1           | 0,32%       |
| укупно: 306 |             |             |             |             |